# Хулхута
Хулхута́(калм. Хулхута, старокалм. Хulxatu) — посёлок (сельского типа) в Яшкульском районе Калмыкии. Административный центр Хулхутинского сельского муниципального образования.
Население - 503 (2010)

## Название
Поселок Хулхута основан в полупустынной местности, с большим количеством барханов и отсутствием водных ресурсов. Вокруг поселка расположено 9 колодцев с питьевой водой. В воде содержится большое количество серы и прочих микроэлементов. Зачастую, при долгом отсутствии эксплуатации и ухода за колодцем, сера поднимается на поверхность воды образуя "пробку". Отсюда и произошло название поселка "Хулхута" калм. Хулхта (совместный падеж от калм. Хулх - сера (в ушах)).

## История
Посёлок основан на основании правительственной инструкции 1846 года, предписавшей основывать селения по трактам, проходившим через Калмыцкую степь и имевшим важное значение.
В годы Великой Отечественной войны в районе Хулхуты шли ожесточённые бои. В ходе летнего наступления немецких войск группы армий «A» на астраханском направлении, 28 августа 1942 года 16-я моторизованная дивизия вермахта (два моторизованных полка, полк артиллерии и 53 танк 116-го танкового батальона) перешла в наступление в районе Яшкуля, в результате которого 31 августа 1942 года немцами была занята Хулхута. Она стала наиболее восточным пунктом, занятым немецкими войсками на всём советско-германском фронте.
31 августа 1942 года из подразделений Сталинградского военного округа, усиленных резервами Ставки Верховного Главнокомандования в составе Сталинградского фронта была создана 28-я армия (командующий — генерал-лейтенант В. Ф. Герасименко), части которой остановили продвижение немецко-румынских войск на линии посёлков Хулхута — Юста — станция Енотаевская. В дальнейшем, линия фронта стабилизировалась в районе Хулхуты.
В состав 28-й армии вошли советские части и подразделения, ведущие оборонительные бои в районе Хулхуты. Поэтому ежегодно накануне дня Победы здесь проходят торжественные мероприятия.
4 сентября 1942 года советские войска (107-й стрелковый полк и 152-я отдельная стрелковая бригада при поддержке 565-го танкового батальона и 289-й штурмовой авиадивизии) перешли в наступление, которое было отбито немецкими войсками. Повторное наступление, начатое 20 сентября, также закончилось неудачей. И лишь в результате начавшегося 20 ноября всеобщего контрнаступления силами 34-й гвардейской стрелковой дивизии, 152-й отдельной стрелковой и 6-й гвардейской отдельной танковых бригад  в ходе упорных боёв 21 ноября 1942 года Хулхута была освобождена.
20 ноября 1942 года южнее посёлка погибла в бою санинструктор Н. А. Качуевская (Герой России с 1997, посмертно).
С 1957 по 1973 год здесь находились отгонные пастбища Ростовской области
В мае 1973 года был образован овцесовхоз «Хулхутинский», который в 1991 году он был переименован в племконзавод имени 28-й Армии, а в 1997 году был преобразован в ОАО «Племконзавод им. 28-й Армии».

## Физико-географическая характеристика
Посёлок расположен на востоке Яшкульского района, на Чёрных землях, в пределах Прикаспийской низменности, являющейся частью Прикаспийской низменности, на высоте около 10 метров ниже уровня мирового океана. Рельеф местности равнинный, осложнён формами мезо- и микрорельефа: песчаными буграми, бугорками, западинами. Особенностью рельефа являются так называемые бэровские бугры, возвышающиеся над окружающей местностью до 15 метров. Местами имеются участки незакреплённых песков. Почвы бурые солонцеватые и солончаковые. Почвообразующие породы - пески
По автомобильной дороге расстояние до столицы Калмыкии города Элиста составляет 170 км, до районного центра посёлка Яшкуль - 85 км, до ближайшего города Астрахань - 140 км. Через посёлок проходит федеральная автодорога Р216
Как и для всего Яшкульского района, для посёлка характерен резко континентальный климат, с жарким и засушливым летом, практически бесснежной ветреной, иногда со значительными холодами, зимой. Среднегодовая температура воздуха положительная и составляет + 9,9 °C, средняя температура самого холодного месяца января - 5,5 °C, самого жаркого месяца июля + 25,3 °C. Расчётная многолетняя норма осадков - 244 мм, наименьшее количество осадков выпадает в феврале (13 мм), наибольшее в мае и июне (по 28 мм)
Часовой пояс
Хулхута, как и вся Республика Калмыкия, находится в часовой зоне МСК (московское время). Смещение применяемого времени относительно UTC составляет +3:00.

## Население
| 2002 | 2010 |
| ---- | ---- |
| 646  | ↘503 |

Национальный состав
Согласно результатам переписи 2002 года калмыки составляли 31 % населения посёлка
| Национальность | Численность (2010) | Процент |
| -------------- | ------------------ | ------- |
| Калмыки        | 200                | 40,4%   |
| Казахи         | 96                 | 19,4%   |
| Даргинцы       | 47                 | 9,5%    |
| Чеченцы        | 46                 | 9,3%    |
| Аварцы         | 36                 | 7,3%    |
| Ингуши         | 30                 | 6,1%    |
| Русские        | 23                 | 4,6%    |
| Рутульцы       | 13                 | 2,6%    |
| Кумыки         | 4                  | 0,8%    |
| Всего          | 495                | 100%    |

## Достопримечательности
- Мемориальный комплекс воинам 28-й армии. Расположен в 2 километрах к западу от посёлка. Центральную часть мемориала составляет обелиск. Воздвигнут в 1982 году. Авторы проекта — Н. Х. Бораев, С. Е. Курнеев, В. Б. Гиляндиков, Э. Э. Лиджи-Горяев, М. Б. Пюрвеев
- памятник санинструктору Н. А. Качуевской[15]
- Ступа Долголетия. Субурган расположен в степи в 3-х километрах от села — там, где находился разрушенный после революции хурул. В тринадцать вращающихся барабанов вместилось 40 тысяч мантр, и ещё сотни тысяч — вместе с золотом, серебром и священными статуэтками цаца «вмонтировали» в здание Ступы[16].

## Фотогалерея
- Телевизионная вышка в Хулхуте
- Мемориальный комплекс воинам 28-й армии
- Степь на окраине села
- Степь на окраине села